# Salone dell'automobile di Giacarta
Il Salone dell'automobile di Giacarta (in inglese Indonesia International Motor Show) è un salone dell'automobile che si svolge ogni anno a luglio nella capitale indonesiana.
È organizzato dalla Gaikindo, cioè dall'associazione indonesiana dell'industria automobilistica (Gabungan Industri Kendaraan Indonesia). Dal 2009 la manifestazione si svolge nel Jakarta International Expo dopo che è stata trasferita, per mancanza di spazio, dal Jakarta Convention Center.
Con oltre 1 milione di visitatori e 400 giornalisti, il salone dell'automobile di Giakarta (precedentemente chiamato Gaikindo Auto Expo) è una delle maggiori manifestazioni del suo genere in Asia. La prima edizione con la nuova denominazione è stata organizzata nel 2006. Rispetto al Gaikindo Auto Expo, che si è svolto l'ultima volta nel 2005, c'è stato un incremento dei visitatori del 3% annuo.